# Maimón
Maimón – miasto w Dominikanie, w prowincji Monseñor Nouel.